# Borodinobron
Borodinibron (ryska: Бороди́нский мост) är en stålbro på stenfundament, som spänner över Moskvafloden i Moskva i Ryssland. Den förenar Dorogomilovodistriktet och Kievstationen med den centrala delen av Moskva, två kilometer väster om Kreml. Bron byggdes 1911–1912 som en bågbro. Bron byggdes om 2001, varvid bågar och brodäck ersattes av en flat stålkonstruktion.
1912 års bro var 250 meter lång, med tre spann: 40,9, 45,5 respektive 40,9 meter långa. Fundamenten samt brofästenas kolonnader och obelisker är av ljusgrå Kumlingegranit bruten på Kumlinge. Däcket av betong hade en 18,5 meter bred körbana och två trottoarer på 3,5 meters bredd vardera. 

## Ombyggnad 1952

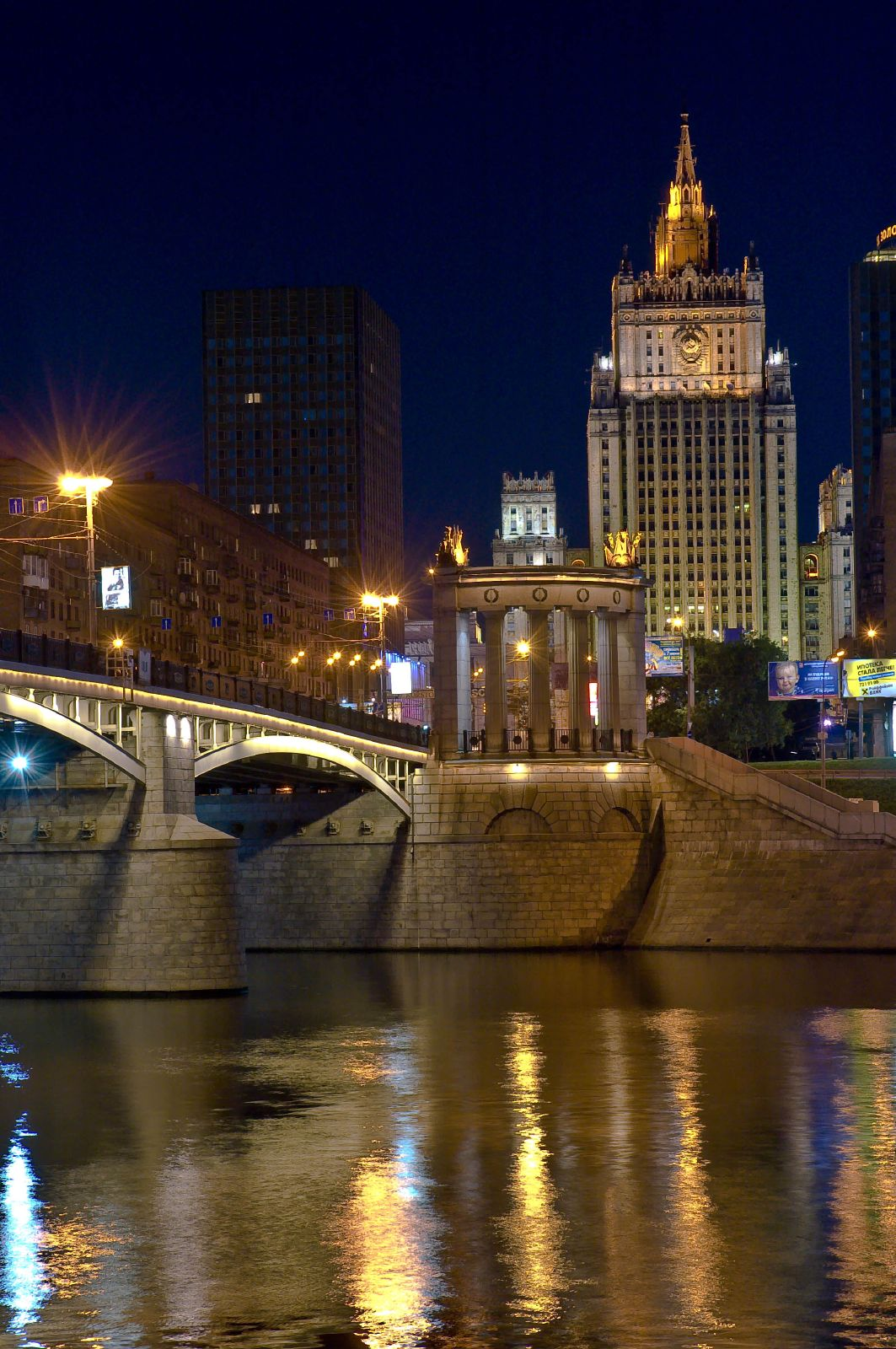
Borodinobron

År 1952 byggdes bron om av Jurij Werner. Bropelarna, bågarna och brodäcket utökades, så att bron fick en bredd på 42,6 meter. Nya bågar över kajerna skiljde trafiken åt mellan bron och kajerna. Brons längd blev därmed 352 meter, inklusive en ramp på den västra sidan på 106 meter. Spårvägsspåren revs upp 1979.

## Ombyggnad 2001
Staden beslöt 1999 att åter bygga om den åldersdigra bron. Det bedömdes att bågar och brodäck helt måste ersättas, samtidigt som det bedömdes att bropelarna inte skulle kunna bära ersättningsstålbågar och en betongbrodäckslåda. Därmed återstod att konstruera bron med en lång, förhållandevis lätt, stålplatta med längsgående förstärkningar. Bron färdigställdes 2001 och behöll sina ursprungliga obelisker av sten och kolonnader med motiv från kriget 1812. På samma sätt som för Novospasskbron försågs Borodinobron med falska kjolar för att efterlikna en bågbro.

## Bildgalleri

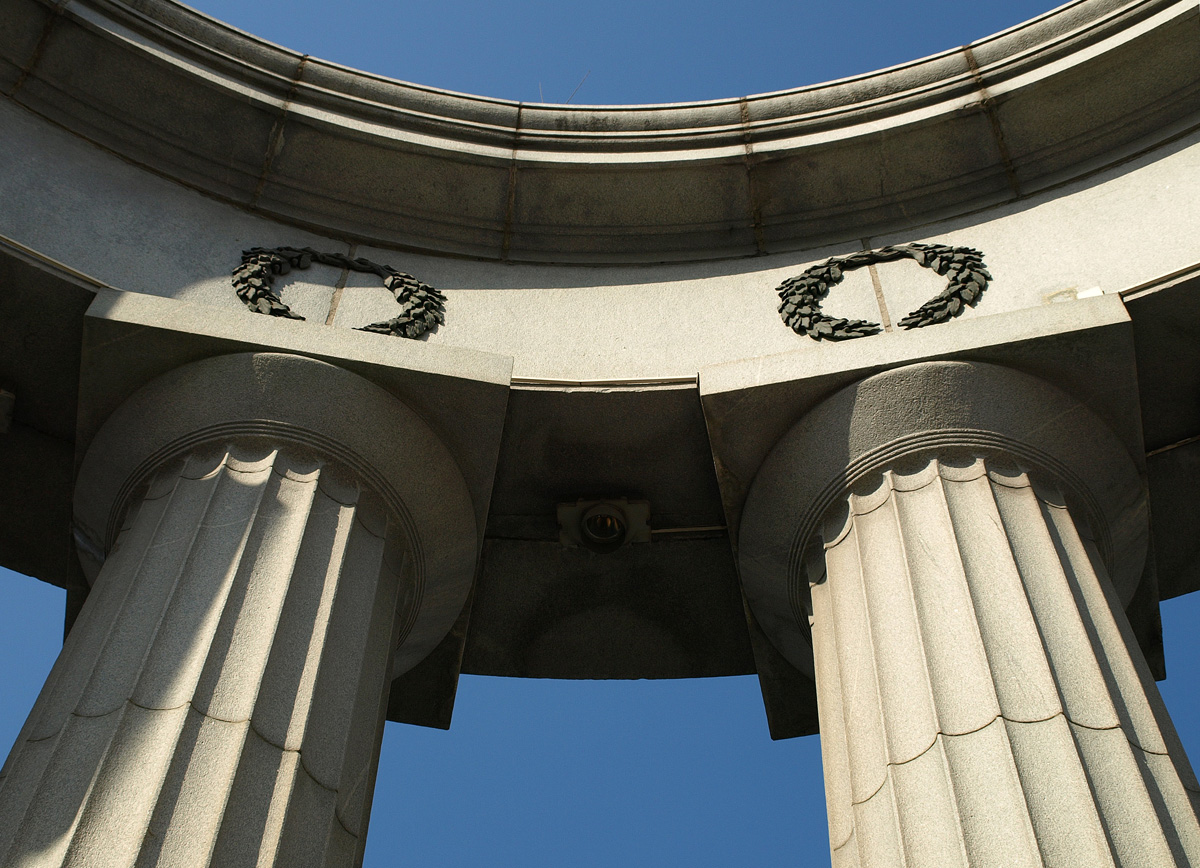
Romersk kolonnad på brons västra sida
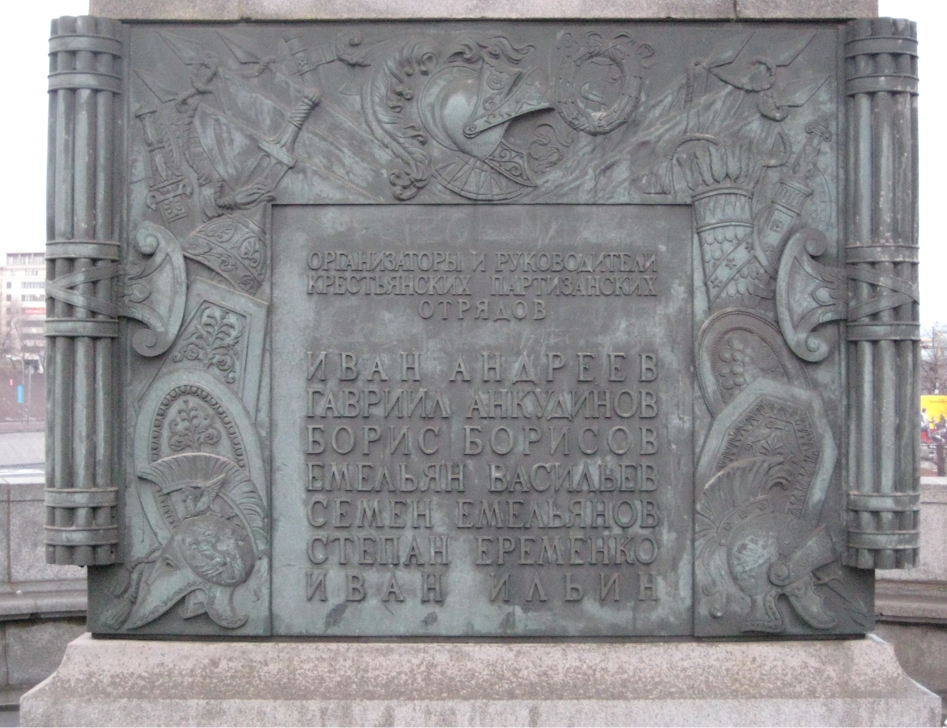
Obelisker på östra sidan med hjältenamn
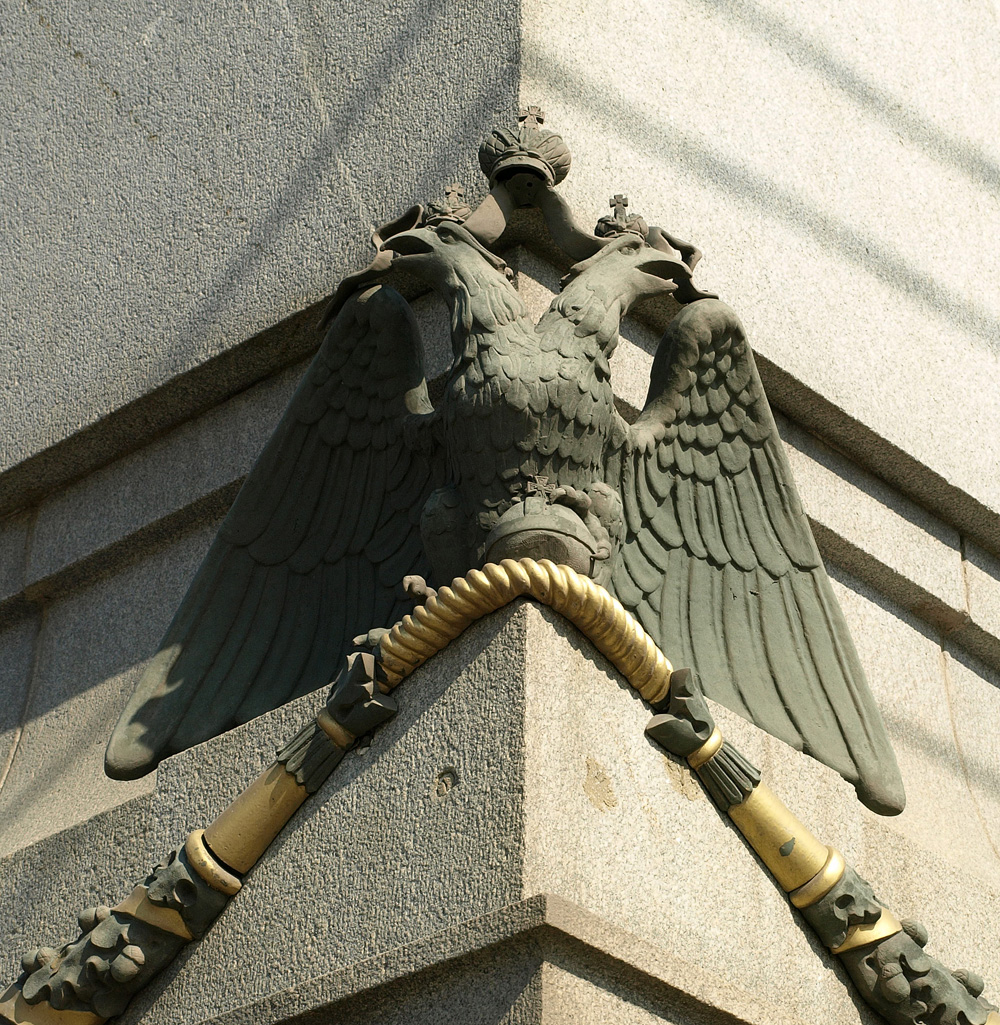
Det kejserliga vapnet
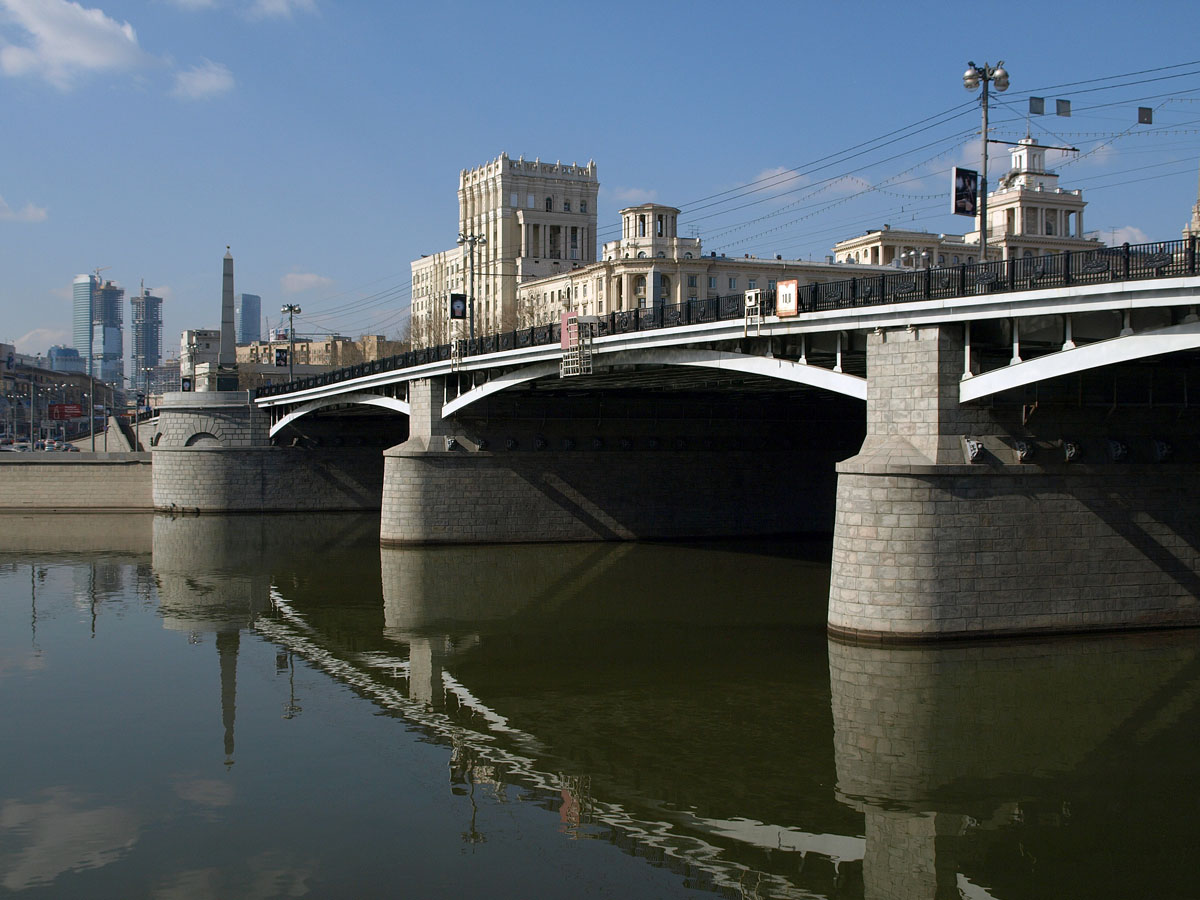
Dagens bågar, som är en dekoration